# みんなの冒険大陸カナン
みんなの冒険大陸カナン（北米：Pet Forest Online, 欧州：Canaan Online, 台湾：寵物森林）は、台湾XPEC Entertainmentが開発、NHN Japanにより日本展開されている多人数プレイ型ロールプレイングゲーム。種類としてはMMORPGに属する。日本国内では、2009年8月12日に正式サービスを開始した。 開発元と運営会社の契約満了に伴い、2013年8月16日にサービスを終了した。  

## 特徴
「3分ではじまる大冒険！ “あっ”というまRPG」をキャッチフレーズから分かるように、ブラウザ上でそのままプレイできるのが特徴である。専用ソフトのインストールなどは必要なく、どんなPCでもすぐにプレイ可能なブラウザゲームでありながら、パーティプレイやギルド、ペット育成、多彩な戦闘スキル、インスタントダンジョンなど、クライアント型MMORPGと同等の機能が揃っている。   

## 世界観
ゲーム名であるカナンとは、神に約束され、祝福された楽園であった。だが、とある兄弟が一冊の魔道書を手にしたことをきっかけに物語は始まる。その書には「『ある条件』を満たした時、楽園への扉が開かれる」と書かれていた。その二人は喜び、「ある条件」を求めさまざまなものを創造・分解したが、事故が起こり、その兄の恋人が巻き込まれ、体が分解され、楽園への扉が開く。二人は失意してその世界に同化してしまった。そうして神となった者たちの悲しみ・怒りが、「ヤヌス」となり、世界を満たした。世界は新たな生物を生み出したが、楽園は失われた。一方、戦乱の続く下界では争いがやまず、「カナン」という王国が誕生した。   

## 料金システム
基本的なプレイ料金においては無料で、アイテム課金制度を採っていた。   

## メンテナンス
毎週水曜日の11時から16時にかけて定期メンテナンスが行われた。   

## ゲームシステム

### キャラクター
男性、女性およびファイター、レンジャー、メイジ、プリースト、トレイナーのキャラクタータイプから合計10種類を選択可能。プレイヤーの性別に無関係にキャラクターを選択できる。   
- ファイター   
  - 近接攻撃を中心に戦う職業。主に力・体力、物理攻撃力・物理防御力が高いのが特徴

- レンジャー   
  - 弓などでの遠距離攻撃を得意とする職業。敏捷、命中率・回避率などが高いのが特徴

- メイジ   
  - 4大元素をはじめとした様々な魔法を扱う職業。魔法攻撃力・魔法防御力が高いのが特徴

- プリースト   
  - 神々の力を借りて味方をサポートする職業。物理・魔法・高い防御力が特徴

- トレイナー
  - ペットの能力を引き出し、特殊スキル攻撃をする職業。知性・敏捷が高いのが特徴

### 戦闘方法
敵をクリックすることで攻撃を行うと、別のシーンに切り替わるエンカウント方式。選択したコマンドを自動で繰り返す「自動戦闘」と、毎回コマンドを指定する「手動戦闘」が存在し、好みで切り替えることが可能。

### スキル
初期状態ではキャラクターはスキルを習得していない。戦闘でレベルを上げたり、スキル販売所でスキルを購入することにより習得する。スキルには、戦闘時使用することによって効果が発揮されるスキルと、習得しているだけで効果が発揮されるスキルの2種類がある。

### ペット
ペットとは、戦闘中捕獲スキルを使うことによって仲間に出来るモンスターで、戦いのサポートをしてくれる頼もしい仲間で あり、ステータスを成長させることによって、プレイヤーの不足を補うことができる。ペットを入手するには、「罠 」と「ペット図鑑」というアイテムが必要。初期状態で最大４体、Lv30以降には５体まで同時に持ち歩くことができる。ペットスロットに入ったペットには、形態で「攻撃」「防御」「合体」の命令を与えられ、「攻撃」ペットは前衛、後衛の命令が可能。   

### 採集
採集とは、採集場で武器や防具の強化に必要な素材を集めること。採集時にはペットのスタミナが消耗するので全員休息状態にしたほうがよい。   

### 素材合成
「合成箱」というアイテムを利用する事で、採集で手に入れた素材の品質を上げること。一つ上の品質の素材を作るには、一つ下の品質の素材が2～5個必要になる。   

### 鍛冶
作りたい装備に応じた素材を鍛冶屋まで持って行き、手数料を支払ったうえで作成を依頼すると、作成して貰える。

### ギルド
50金のお金と創設者のLvが30以上で作成可能になる。創設者以外のギルドメンバーのLvに制限はない。創設時には24時間以内に自分を含むギルドメンバーを10人集める必要がある。ギルドメンバーだけを対象とした独自のギルドイベントを開催できる。